# کی برد؟ کی باخت؟
کی برد؟ کی باخت؟ (به هندی: Kaun Jeeta Kaun Haara) و (به انگلیسی: Who won? Who lost?) فیلمی هندی محصول سال ۱۹۸۷ و به کارگردانی راکش کومار است. در این فیلم بازیگرانی همچون کیشور کومار، آمریش پوری، آریونا ایرانی و آمیتاب باچان ایفای نقش کرده‌اند.